# 평화 뻐꾸기
평화 뻐꾸기는 조선민주주의인민공화국의 평화자동차가 운영하는 승리자동차련합기업소에서 제작한 SUV 및 RV이다. 피아트 도블로의 라이선스를 받아서 제작한 것이다.